# Lioudmila Malofeïeva
Lioudmila Viatcheslavovna Malofeïeva (en russe : Людмила Вячеславовна Малофеева) est une joueuse de volley-ball russe née le 18 mai 1988 à Nijni Novgorod. Elle mesure 1,88 m et joue au poste de réceptionneuse-attaquante. 

## Clubs
| Club                | De        | À         |
| ------------------- | --------- | --------- |
| Zarechie Odintsovo  | 2004-2005 | 2004-2005 |
| Fakel Novy Ourengoï | 2005-2006 | 2006-2007 |
| Avtodor-Metar       | 2007-2008 | 2007-2008 |
| Omitchka Omsk       | 2008-2009 | 2011-2012 |
| Dinamo Krasnodar    | 2012-2013 | 2013-2014 |
| Ouralotchka NTMK    | 2014-2015 | 2014-2015 |
| PSK Sakhaline       | 2016-2017 | 2016-2017 |
| Jetysou Taldykorgan | 2017-2018 | …         |

## Palmarès
- Challenge Cup
  - Vainqueur : 2013.
  - Finaliste : 2015.
- Championnat du Kazakhstan
  - Finaliste : 2018.